# Інола (Оклахома)
Інола (англ. Inola) — місто (англ. town) в США, в окрузі Роджерс штату Оклахома. Населення — 1890 осіб (2020).

## Географія
Інола розташована за координатами 36°6′46″ пн. ш. 95°33′9″ зх. д. / 36.11278° пн. ш. 95.55250° зх. д. (36.112913, -95.552455).  За даними Бюро перепису населення США в 2010 році місто мало площу 17,46 км², з яких 17,29 км² — суходіл та 0,17 км² — водойми.

## Демографія
Згідно з переписом 2010 року, у місті мешкало 1788 осіб у 666 домогосподарствах у складі 467 родин. Густота населення становила 102 особи/км².  Було 726 помешкань (42/км²).
Расовий склад населення:
| - 75,8 % — білих - 12,3 % — корінних американців - 0,8 % — чорних або афроамериканців - 0,2 % — вихідців з тихоокеанських островів - 0,1 % — азіатів - 1,8 % — осіб інших рас |

До двох чи більше рас належало 9,0 %. Частка іспаномовних становила 4,6 % від усіх жителів.
За віковим діапазоном населення розподілялося таким чином: 26,6 % — особи молодші 18 років, 58,7 % — особи у віці 18—64 років, 14,7 % — особи у віці 65 років та старші. Медіана віку мешканця становила 35,5 року. На 100 осіб жіночої статі у місті припадало 93,5 чоловіків;  на 100 жінок у віці від 18 років та старших — 87,8 чоловіків також старших 18 років.
Середній дохід на одне домашнє господарство  становив 55 136 доларів США (медіана — 46 639), а середній дохід на одну сім'ю — 63 682 долари (медіана — 54 556). Медіана доходів становила 43 571 долар для чоловіків та 31 750 доларів для жінок. За межею бідності перебувало 15,0 % осіб, у тому числі 18,7 % дітей у віці до 18 років та 11,4 % осіб у віці 65 років та старших.
Цивільне працевлаштоване населення становило 832 особи. Основні галузі зайнятості: освіта, охорона здоров'я та соціальна допомога — 24,0 %, виробництво — 18,3 %, роздрібна торгівля — 10,1 %, будівництво — 8,4 %.